# FriendFeed
FriendFeed — агрегатор інформації з різних соціальних мереж, блоґів, мікроблоґів та інших сервісів, який працює в реальному часі. Доступний на 11 мовах. FriendFeed заснували чотири людини (Bret Taylor, Jim Norris, Paul Buchheit та Sanjeev Singh), які досі працюють в Google.
Доступ до сервісу заблокований в Ірані з 14 червня 2009 через заворушення після президентських виборів.
10 серпня 2009 року було оголошено про поглинанні сервісу компанією Facebook.
FriendFeed був куплений за 15 млн дол. готівкою і 32,5 млн дол. в акціях Facebook Inc.

## Код
FriendFeed використовує власний неблокуючий вебсервер, написаний на мові Python — Tornado.
Вихідний код відкритий під вільною ліцензією Apache.